# 里维埃拉
里維埃拉（義大利語：Riviera）是一个意大利语单词，意思是“海岸线”，源自拉丁语“rīpa”。其原本指意大利利古里亞的海岸，如今世界上有多個地方稱為「Riviera」。
最著名的兩個「Riviera」有：
- 義大利里維埃拉
- 法國里維埃拉（法國蔚藍海岸）

其他的「Riviera」有：
- 托貝：英格蘭德文郡，別稱「英格蘭里維埃拉」
- 里維拉比奇：美國佛羅里達州
- 里維拉比奇：美國馬里蘭州
- 聖巴巴拉：美國加州，別稱「美國里維埃拉」
- 里维埃拉玛雅：墨西哥
- 海濱花園：位於香港荃灣的大型私人住宅屋苑，英文為「Riviera Gardens」

|  | 这是一个同类索引条目，列出擁有相同或近似名稱的同類型項目。 若您循內部連結來到此頁面，請考慮修正該，將其指向正確的條目。 |